# Ocarina Castillo
Ocarina Castillo D'Imperio (Caracas, Venezuela) es una antropóloga e investigadora venezolana. Ha sido profesora titular y investigadora de la Universidad Central de Venezuela (UCV), al igual que fundadora de programas y cátedras en la universidad. En 2020 se incorporó como Individuo de Número de la Academia Nacional de la Historia de Venezuela por el sillón Q.

## Educación
Castillo estudió bachillerato en el Colegio San José de Tarbes de La Florida, en Caracas. Estudió antropología en la Universidad Central de Venezuela (UCV), tiene una maestría en historia contemporánea de Venezuela y un doctorado en ciencias políticas.

## Carrera
Ha ocupado varias posiciones en la Universidad Central de Venezuela. Además de ser profesora titular, fue fundadora y coordinadora del Programa de Cooperación Interfacultades PCI/UCV y directora de Cultura, al igual que fundadora de la cátedra de Antropología de los Sabores en la Escuela de Sociología y del diplomado en Alimentación y Cultura en Venezuela de la universidad. Entre 1996 y 2000 se desempeñó como secretaria general de la UCV, y desde 2006 ha sido tanto investigadora como docente de antropología alimentaria. Ha sido autora de varias publicaciones e investigaciones sobre temas históricos, culturales y de la antropología de la alimentación.
En 2019 fue electa como Individuo de Número de la Academia Nacional de la Historia de Venezuela, asumiendo el sillón Q en 2020.

## Obras selectas
- Expresiones de la desobediencia social en la década militar (2011)
- Los años del Bulldozer. Ideología y política 1948-1958 (2003)
- Agricultura y Política en Venezuela (1985)
- Un Hombre, un Dilema, un Magnicidio: Carlos Delgado Chalbaud (2011).